# Гай Аврелий Кота (консул 252 пр.н.е.)
Вижте пояснителната страница за други личности с името Гай Аврелий Кота.
Гай Аврелий Кота (на латински: Gaius Aurelius Cotta) e политик на Римската република през 3 век пр.н.е. Произлиза от фамилията Аврелии.
През 252 пр.н.е. Кота е избран за консул с Публий Сервилий Гемин. Те печелят Липарските острови, последият картагенски пункт на северния бряг на Сицилия.
През 248 пр.н.е. той е за втори път консул с Публий Сервилий Гемин. След битката при Дрепана няма повече големи битки. Рим сключва с Хиерон II от Сиракуза мирен договор. Той получава триумф.
През 241 пр.н.е. Кота е цензор заедно с Марк Фабий Бутеон. През 231 пр.н.е. той е magister equitum на способния диктатор за провеждане на изборите, Гай Дуилий.